# Dealu Orașului
Dealu Orașului – wieś w Rumunii, w okręgu Ardżesz, w gminie Poiana Lacului. W 2011 roku liczyła 325 mieszkańców.